# Flaccia vagans
Flaccia vagans är en insektsart som först beskrevs av Frederick Arthur Godfrey Muir 1922.  Flaccia vagans ingår i släktet Flaccia och familjen Derbidae. Inga underarter finns listade i Catalogue of Life.